# Foco
Le foco (foyer) ou foquisme est une théorie de guerre révolutionnaire formulée par Che Guevara qui déclarait vouloir faire « un, deux, plusieurs Vietnam… » afin de lutter contre l'impérialisme des États-Unis. Cette théorie de la révolution est fondée sur la création de foyers de guérillas rurales. Elle a été à l'origine de plusieurs guérillas dans les années 1960 en Amérique latine, dont la plupart sont démantelées rapidement, aux exceptions notables de l'ELN, que les États-Unis considèrent, depuis 1997, comme une organisation terroriste, en Colombie.

## La théorie: une«révolution dans la révolution»?
Cette théorie est en particulier défendue par Che Guevara et par Régis Debray dans un ouvrage intitulé Révolution dans la révolution (1967).
L'idée est de s'appuyer sur des guérillas soutenues par la paysannerie, avant de s'attaquer aux villes pour renverser le pouvoir en place, à l'imitation de ce qui s'est — ou se serait — passé à Cuba. Cette théorie innove par rapport à la stratégie alors adoptée notamment par les partis communistes et trotskystes, qui refusaient d'entamer la lutte armée tant qu'un parti révolutionnaire de masse n'avait pas été créé. Au contraire, Guevara et Debray préconisaient la lutte armée, menée par un petit groupe de militants qui rallieraient progressivement les paysans aux alentours. Cette guérilla devait d'elle-même, en principe, créer les conditions politiques d'une révolution, en suscitant le ralliement massif de la population à la cause révolutionnaire, transformant la guérilla en guerre révolutionnaire de masse. Ainsi, l'organisation militaire précédait l'organisation politique.
Che Guevara présente ainsi les choses :
« En visant à ce que se réunissent les conditions à travers la mise en œuvre de la lutte armée, nous devons expliquer que le cadre […] de cette lutte est la campagne, et que c’est depuis la campagne qu’une armée paysanne, poursuivant les grands objectifs pour lesquels la paysannerie doit lutter (en premier lieu, une juste redistribution des terres) s’emparera des villes […]. Cette armée créée à la campagne, où mûriront les conditions subjectives pour la prise du pouvoir […] peut et doit défaire l’armée des oppresseurs ; au début dans des escarmouches, combats et attaques-surprise, et à la fin dans de grandes batailles, quand elle se sera développée à partir de sa condition minuscule de guérilla pour atteindre la dimension d’une grande armée de libération. »
Elle influence l'extrême-gauche trotskiste dans les années 1960-1970.

## Échec du foquisme
Les tentatives de Guevara, aussi bien en Argentine (Ejército Guerrillero del Pueblo, défaite en 1964) qu'au Congo ou en Bolivie, avec l'ELN, constituent des échecs pour le foquisme. Les foyers révolutionnaires ne parviennent pas à s'implanter et à recevoir un appui paysan ; l'éloignement du mouvement urbain les isole.
En Argentine, l'échec sera comparable. En juillet 1961, naît, sous la direction de Francisco René Santucho (es), un front marxiste, le FRIP (Frente Revolucionario Indoamericano Popular), rejoint en 1965 par le POT (Partido Obrero Trotskysta, section de la Quatrième Internationale). Ce front analyse la situation de la région de Tucumán par comparaison avec la Sierra Maestra de Castro et Guevara. Dans les deux cas, on a la culture du sucre et une région montagneuse. Les militants révolutionnaires, qui sont essentiellement issus du milieu étudiant, décident d'y implanter un foyer de guérilla en s'implantant dans le milieu des travailleurs des sucreries et des forestiers. Le coup d'État du général Ongania, en 1966 et la répression qui suivra anéantira ce foco.
La stratégie foquiste fut par la suite adaptée à la guérilla urbaine, notamment, en Argentine, par les Forces armées péronistes (FAP), après l'échec de Taco Ralo en septembre 1968, et les Forces armées révolutionnaires (FAR), influencées par les Tupamaros uruguayens. Ces derniers se distinguent de la théorie foquiste non seulement en plaçant le terrain urbain, notamment la capitale Montevideo, au centre de leurs préoccupations tactiques, mais aussi en déployant parallèlement organisation militaire et organisation politique de masse, celle-là menant notamment à la création du Mouvement du 26 mars. Tout au long de la guérilla tupamara, certains militants font ainsi partie de l'appareil militaire clandestin, tandis que d'autres effectuent davantage des actions directes de nature politique (occupation des cinémas, etc.) visant à rallier la population.
L'échec de la stratégie foquiste fut imputé à plusieurs causes. On insiste sur l'impopularité du dictateur cubain Batista et sur les fondements d'une révolution cubaine jetée par d'autres que Fidel Castro et Che Guevara, dont Frank País, assassiné en 1957. Bien des années plus tard, d'ex-guérilleros Tupamaros, comme Jorge Torres, attaqueront durement le mythe de la révolution cubaine transmis par le Che, qui faisait l'impasse sur les opérations réelles de guérilla urbaine qui eurent lieu à Cuba (par exemple autour du leader Frank País), et sans lesquelles la révolution n'aurait pas été possible. Selon le guérillero argentin des Montoneros, Pablo Giussani, auteur d'un livre très critique sur cette guérilla (Montoneros. La soberbia armada, 1984) ce mythe aurait ainsi causé des milliers de morts en Amérique latine, poussant de nombreux militants à s'engager dans une guérilla rurale sans s'impliquer davantage dans les villes.